# Jeanne Hives
Jeanne Hives ou Jeanne Bazin (née à Villeneuve-sur-Lot le 17 mars 1927 et décédée à Alès le 10 juillet 2019) est une illustratrice française de livres pour la jeunesse, notamment de romans pour les éditions Hachette entre 1950 et 2000.
Ancienne élève de l'École supérieure des arts appliqués de Duperré (Paris), elle est principalement connue pour être la première illustratrice de la série Fantômette,, et des premières traductions en français des séries Oui-Oui et Le Club des Cinq, et beaucoup d'autres titres de la romancière anglaise Enid Blyton.
Elle prend le nom de Jeanne Bazin à partir de 1978, qu'elle emploiera pour signer la plupart de ses illustrations dans les années 1980.

### CollectionBibliothèque rose
- Joyce Lankester Brisley, Nouvelles Histoires d'une toute petite fille, coll. Nouvelle Bibliothèque rose, 1956 no 30.
- Erica Certon, Mouche détective, Nouvelle Bibliothèque rose, 1958 no 36.
- Enid Blyton, Le Mystère du Vieux-Manoir, Nouvelle bibliothèque rose, 1959 no 38.
- Enid Blyton, Le Club des cinq et les gitans, Nouvelle bibliothèque rose, 1960 no 56.
- Erica Certon, Mouche dans les neiges, Nouvelle bibliothèque rose, 1960 no 62.
- Enid Blyton, Le Club des cinq en roulotte, Nouvelle bibliothèque rose, 1960 no 68.
- Olivier Séchan, La Cachette au fond des bois, 1960, 191 p. no 72.
- Georges Chaulet, Les Exploits de Fantômette (1961)
- Georges Chaulet, Fantômette contre le hibou (juillet 1962)
- Paul-Jacques Bonzon, Tout-Fou, Nouvelle bibliothèque rose, 1962 no 105.
- Enid Blyton, Oui-Oui au pays des jouets, Nouvelle bibliothèque rose, 1962 no 111.
- Enid Blyton, Oui-Oui et la voiture jaune, Nouvelle bibliothèque rose, 1962 no 112.
- Georges Chaulet, Fantômette contre le géant (janvier 1963)
- Georges Chaulet, Fantômette au carnaval (septembre 1963)
- Claude Cénac, On a volé les chevaux de bois, 1963
- Enid Blyton, Oui-Oui, chauffeur de taxi, Nouvelle bibliothèque rose, 1963 no 121.
- Enid Blyton, Oui-Oui veut faire fortune, Nouvelle bibliothèque rose, 1963 no 124.
- Enid Blyton, Bravo Oui-Oui !, Nouvelle bibliothèque rose, 1963
- Enid Blyton, L'Avion du Clan des Sept, Nouvelle bibliothèque rose, 1964 no 145.
- Enid Blyton, Le Club des cinq aux sports d'hiver, Nouvelle bibliothèque rose, 1964 no 157.
- Enid Blyton, Oui-Oui à la plage, Nouvelle bibliothèque rose, 1964 no 174.
- Georges Chaulet, Fantômette et l'Île de la sorcière (août 1964)
- Georges Chaulet, Fantômette contre Fantômette (1964)
- Georges Chaulet, Pas de vacances pour Fantômette (1965)
- Enid Blyton, Histoires de la lune bleue, Nouvelle bibliothèque rose, 1965 no 188.
- Georges Chaulet, Fantômette et la Télévision (1966)
- Georges Chaulet, Opération Fantômette (1966)
- Georges Chaulet, Les Sept Fantômettes (1967)
- Georges Chaulet, Fantômette et la Dent du Diable (1967)
- Joyce Lankester Brisley, Les Découvertes d'une toute petite fille, 1968 no 298.
- Georges Chaulet, Fantômette et son prince (1968)
- Georges Chaulet, Fantômette et le Brigand (1968)
- Georges Chaulet, Fantômette et la Lampe merveilleuse (1969)
- Enid Blyton, Les Aventures de Jojo Lapin (1969)
- Georges Chaulet, Fantômette chez le roi (1970)
- Georges Chaulet, Fantômette et le Trésor du pharaon (1970)
- Claude Laydu, Nounours, pilote de course, récit d'André Delmont (1972)
- Georges Chaulet, Le Petit Lion inventeur (1974)
- Enid Blyton, Jojo Lapin fait le brave (1975)
- Bob Robert, Candy au Collège (1981)

### CollectionIdéal-Bibliothèque
1. Enid Blyton : Le Club des Cinq en péril, 1962 (no 218).
2. Enid Blyton : Le Club des Cinq se distingue, 1961 (no 215).
3. Enid Blyton : Le Mystère de la cascade, 1962, 1971 (no 236).
4. Enid Blyton : Le Mystère de la péniche, 1973.
5. Enid Blyton : Le Mystère de la rivière noire, 1965 (no 258).
6. Enid Blyton : Le Mystère de l'hélicoptère, 1963 (no 244).
7. Enid Blyton : Le Mystère du flambeau d’argent, 1968, 1978.
8. Enid Blyton : Le Mystère du golfe bleu, 1962 (no 228).
9. Enid Blyton : Le Mystère du Mondial-Circus, 1963 (no 251).

### Autres collections
- M. Du Genestoux : Toutou et ses cousines, Hachette, 1957.
- Jérôme Doucet, Mademoiselle Graindsel, Hachette, collection des grands romanciers, 1957.
- Jeanne Hives, Les Métiers de Catherine, Hachette, Les Albums roses, 1957.
- Jeanne Hives, Le Rêve de Catherine, Hachette, Les Albums roses, 1955.
- Pascale Pons, Les Contes de Yolie, 2012 (décembre).